# Juin 1978

## Événements
- Combats entre le FROLINAT et les forces françaises au Tchad.
- Au Liban, les milices s’affrontent pour le contrôle respectif de leurs zones. Bachir Gemayel, fils de Pierre, prend le contrôle des Forces libanaises (ex-Phalanges) et entreprend d’unifier par la force toutes les milices chrétiennes. Le 13 juin, une partie de la famille Frangié est assassinée dans le nord par un commando FL.

- 2 juin (Rallye automobile) : arrivée du Rallye de l'Acropole.

- 4 juin (Formule 1) : Grand Prix automobile d'Espagne.

- 6 juin : proposition 13. La Californie adopte par référendum un projet prévoyant une réduction substantielle de l’impôt foncier, entraînant une réduction sensible du nombre de fonctionnaires.

- 7 juin (Rallye automobile) : arrivée du Rallye d'Écosse.

- 8 juin : discours d'Alexandre Soljénitsyne à Harvard : Le déclin du courage[1].

- 10 juin : départ de la quarante-sixième édition des 24 Heures du Mans.

- 11 juin : victoire de Didier Pironi et Jean-Pierre Jaussaud aux 24 Heures du Mans.

- 17 juin (Formule 1) : Grand Prix automobile de Suède.

- 18 juin[2] : élections au Pérou pour choisir les cent membres d’une assemblée constituante. Formidable avancée de la gauche. L’APRA arrive en tête avec 35 %, mais est suivie par la Gauche unie, avec 29 %.

- 22 juin : conclusion de la commission d'enquête sur l'échouage de l'Amoco Cadiz[3].

- 26 juin : attentat du château de Versailles.

- 29 juin : 
  - Assassinat de l'acteur Bob Crane (Colonel Hogan dans la série Papa Schultz).
  - Adhésion du Viêt Nam au CAEM (COMECON), début de tension sino-vietnamienne.

## Naissances
- 1er juin : Davy Sardou, acteur français.
- 4 juin : Joshua McDermitt, acteur américain.
- 6 juin :
  - Faudel, (Faudel Belloua), chanteur, français.
  - Carl Barat, chanteur, britannique.
  - Jeremy Gara, musicien canadien, batteur du groupe Arcade Fire.
  - Konstantīns Konstantinovs champion du monde letton de force athlétique († 28 octobre 2018).
  - Nicolas Wilgenbus, luthier français.
- 7 juin : Adrienne Frantz, actrice américaine.
- 9 juin :
  - Matthew Bellamy, chanteur, guitariste, pianiste du groupe anglais Muse.
  - Miroslav Klose, joueur de football international allemand.
- 8 juin : Laurent Duchêne, DRH et grand sportif français.
- 10 juin : Shane West, acteur et chanteur américain.
- 15 juin : Mohamed Muizzu, Homme d'État maldivien.
- 16 juin : 
  - Daniel Brühl, acteur allemand.
  - Chris Marques, danseur de salon et chorégraphe franco-portugais.
- 19 juin : Zoe Saldana, actrice américaine.
- 20 juin :
  - Frank Lampard, footballeur anglais.
  - FibreTigre, auteur français de livre-jeux et de jeux de rôle
- 21 juin :
  - Rim'K, Rappeur, membre du 113 (groupe) et du Collectif Mafia K'1 Fry.
  - Jean-Pascal Lacoste, chanteur, acteur et animateur de télévision français.
  - Erica Durance, actrice et productrice canadienne.
- 29 juin : Nicole Scherzinger, chanteuse, danseuse, américaine, membre du groupe The Pussycat Dolls.
- 30 juin : Laura Ramos, actrice cubaine, popularisée par Entrevías, série télévisée de Netflix.

## Décès
- 2 juin : Santiago Bernabéu, footballeur du Real Madrid.
- 3 juin : So Phim, khmer rouge commandant de la zone est au Cambodge.
- 8 juin : Jenny Hasselquist, danseuse de ballet et actrice suédoise (°31 juillet 1894).
- 23 juin : Kim Winona, actrice américaine  (° 10 octobre 1930).
- 27 juin : Josette Day, actrice française (°31 juillet 1914).
- 29 juin : Bob Crane, acteur américain (° 13 juillet 1928).